# فرید بهزادی کریمی
فرید بهزادی کریمی (زاده ۲۴ اردیبهشت ۱۳۶۸ - شهرضا) بازیکن فوتبال اهل ایران است.
او در سال ۹۳ جهت گذراندن خدمت سربازی به باشگاه فوتبال تراکتور سازی تبریز پیوست.
وی در نیم فصل دوم فصل ۹۴–۹۵ با پایان خدمت سربازی به باشگاه اصلی خود ، صبای قم بازگشت و در انتهای فصل با جدایی علی دایی از تیم صبای قم بازیکن آزاد شد.
او در تابستان ۱۳۹۵ به تیم سپاهان اصفهان پیوست و سپس در ۲۷ اردیبهشت ۱۳۹۶ به باشگاه فوتبال صنعت نفت آبادان ملحق شد.